# Sneeuberge
Sneeuberge (afrikaans: "Snebjergene") ligger i den vestligste del af provinsen Eastern Cape i Sydafrika. Den er den højeste bjergkæde i Sydafrika udenfor Drakensberg og strækker sig fra Murraysburg i naboprovinsen Western Cape, nord for Graaff Reinet og næsten til Cradock. Bjergene er en del af Karoo–sekvensen af sedimentære bjergarter og ligger under Karoos halvtørre klimatiske region. Som navnet antyder, er vintrene kolde med snefald under koldfronter. Somrene er varme med tordenbyger sent på eftermiddagen. Den højeste top er nord for den lille landsby Nieu Bethesda, kaldt Kompasberg (2502 moh) (afrikansk: "kompasbjerget"). Den dominerer sine omkringliggende områder med sin genkendelige stejle spids.
31°45′S 24°36′Ø / 31.75°S 24.6°Ø